# 서울신월초등학교
서울신월초등학교는 대한민국 서울특별시 강서구 화곡동에 있는 공립 초등학교이다.

## 학교 연혁
- 1974년 9월 1일 설립인가
- 1975년 3월 11일 서울신월국민학교 개교
- 1979년 8월 23일 발산국민학교(1,373명) 분리
- 1981년 9월 25일 신원국민학교(1,988명) 분리
- 1982년 3월 2일 월정국민학교(1,981명) 분리
- 1985년 2월 23일 강신국민학교(625명) 분리
- 1995년 3월 22일 강당 개관
- 1996년 3월 1일 서울신월초등학교로 개칭
- 1998년 3월 10일 급식실 준공
- 2025년 3월 11일 개교 50주년

## 참고 자료
- 서울신월초등학교 - 한국교육학술정보원 학교알리미